# Журавский (Краснодарский край)
Жура́вский — хутор в Кореновском районе Краснодарского края.
Входит в состав Братковского сельского поселения.

## География
Хутор находится на берегу реки Журавка (приток Бейсужка Левого), на расстоянии 5 км к югу от села Братковское, центра сельского поселения, и 14 км к северо-западу от города Кореновск, административного центра района.

## Население
| 2002 | 2010  |
| ---- | ----- |
| 1205 | ↗1264 |

## Улицы
| - ул. Береговая, - пер. Заводской, - пер. Заречный, | - ул. Партизанская, - пер. Партизанский, - ул. Северная, | - ул. Советская, - ул. Спортивная, - ул. Южная. |